# 庙下站
庙下站是位于河南省平顶山市汝州市庙下街的一个铁路车站，邮政编码467542。车站建于1970年，有焦柳铁路经过该站，现仅办理货运业务，不办理客运业务。车站距离月山站192公里，隶属郑州铁路局，是四等站，本站及相邻上下行区间均为电气化区段。